# Каха (село)
Каха́ -  общее название 3 деревень долины реки Каха́: Мо́льта, Хо́кта, Онго́й. Деревня Мо́льта; бур. Мойлто, от «мойhон» — черёмуха; на советских картах — Каха) — село в Осинском районе Усть-Ордынского Бурятского округа Иркутской области России. Входит в муниципальное образование Каха-Онгойское.

## География
Расположена в 12 км к северо-востоку от районного центра, села Оса́, в 4 км к юго-западу от центра сельского поселения — села Хокта. Находится на реке Каха (притоке Осы), через село протекает также ручей Мольта или падь Мольта. 
Окружена горами Мольта, Хоригто, Ута-Ула, Огсогор. Связана асфальтированной автодорогой с Иркутском, протяженностью 160 км.

## История
Дата основания села неизвестна. По состоянию на 1976 год село Каха входило в Каха-Онгойский сельсовет Оси́нского района. На советских картах 1980-х годов населённый пункт также значится как Каха.
Факты переименования села не зафиксированы в 1990-2000-е годы, но при переписи населения 2002 года и при создании муниципального образования Каха-Онгойское к 2005 году, населённый пункт временно значился в качестве деревни Мольта вплоть до начала 2012 года, после чего вновь упоминается как село Каха, что соответствует ГКГН и топографическим картам.

## Население
| 2002 | 2010 | 2011 | 2012 | 2019 |
| ---- | ---- | ---- | ---- | ---- |
| 527  | ↘506 | →506 | ↗526 | ↗611 |

## Инфраструктура
В селе есть основная общеобразовательная школа, детский сад, 2 магазина, сельский клуб. 

## Экономика
Основа производства — лесозаготовка и лесопереработка, мелкие фермерские хозяйства.